# Lista över fornlämningar i Eskilstuna kommun (Sundby)
Lista över fornlämningar i Eskilstuna kommun (Sundby) är en förteckning av ett urval av de fornlämningar som finns i Sundby i Eskilstuna kommun.
| Namn                        | Lämningstyp  | Tillkomsttid | Historisk indelning  | Plats        | Läge                 | ID-nr          | Bild                                      |
| --------------------------- | ------------ | ------------ | -------------------- | ------------ | -------------------- | -------------- | ----------------------------------------- |
| Sundby 2:1                  | Gravfält     |              | Sundby, Södermanland |              | 59.431683, 16.586914 | 10037100020001 | Ladda upp en bild av detta fornminne      |
| Sundby 3:1                  | Gravfält     |              | Sundby, Södermanland |              | 59.432501, 16.586630 | 10037100030001 | Ladda upp en bild av detta fornminne      |
| Sundby 4:1                  | Gravfält     |              | Sundby, Södermanland |              | 59.432770, 16.592817 | 10037100040001 | Ladda upp en bild av detta fornminne      |
| Sundby 5:1                  | Gravfält     |              | Sundby, Södermanland |              | 59.431539, 16.578154 | 10037100050001 | Ladda upp en bild av detta fornminne      |
| Sundby 6:1                  | Gravfält     |              | Sundby, Södermanland |              | 59.430372, 16.578405 | 10037100060001 | Ladda upp en bild av detta fornminne      |
| Ranstensborgen (Sundby 7:1) | Fornborg     |              | Sundby, Södermanland |              | 59.429797, 16.579068 | 10037100070001 | Ladda upp en bild av detta fornminne      |
| Sundby 8:1                  | Gravfält     |              | Sundby, Södermanland |              | 59.429426, 16.578391 | 10037100080001 | Ladda upp en bild av detta fornminne      |
| Sö 116 (Sundby 10:1)        | Runristning  |              | Sundby, Södermanland | Sundby kyrka | 59.433456, 16.635750 | 10037100100001 | Ladda upp en till bild av detta fornminne |
| Sö SB1963;149 (Sundby 10:2) | Runristning  |              | Sundby, Södermanland | Sundby kyrka | 59.433403, 16.636388 | 10037100100002 | Ladda upp en bild av detta fornminne      |
| Sundby 12:1                 | Hög          |              | Sundby, Södermanland |              | 59.432012, 16.638006 | 10037100120001 | Ladda upp en bild av detta fornminne      |
| Sundby 12:2                 | Hög          |              | Sundby, Södermanland |              | 59.431753, 16.637841 | 10037100120002 | Ladda upp en bild av detta fornminne      |
| Sundby 12:3                 | Hög          |              | Sundby, Södermanland |              | 59.431651, 16.638349 | 10037100120003 | Ladda upp en bild av detta fornminne      |
| Sö 118 (Sundby 15:1)        | Runristning  |              | Sundby, Södermanland | Ostra        | 59.421747, 16.602735 | 10037100150001 | Ladda upp en till bild av detta fornminne |
| Sundby 16:1                 | Hög          |              | Sundby, Södermanland |              | 59.421626, 16.602045 | 10037100160001 | Ladda upp en bild av detta fornminne      |
| Sundby 17:1                 | Gravfält     |              | Sundby, Södermanland |              | 59.433766, 16.585898 | 10037100170001 | Ladda upp en bild av detta fornminne      |
| Sundby 18:1                 | Stensättning |              | Sundby, Södermanland |              | 59.422808, 16.603940 | 10037100180001 | Ladda upp en bild av detta fornminne      |
| Sundby 18:4                 | Stensättning |              | Sundby, Södermanland |              | 59.422666, 16.603602 | 10037100180004 | Ladda upp en bild av detta fornminne      |
| Sundby 19:1                 | Stensättning |              | Sundby, Södermanland |              | 59.460038, 16.598944 | 10037100190001 | Ladda upp en bild av detta fornminne      |
| Sundby 19:2                 | Stensättning |              | Sundby, Södermanland |              | 59.459912, 16.599100 | 10037100190002 | Ladda upp en bild av detta fornminne      |
| Sundby 20:1                 | Stensättning |              | Sundby, Södermanland |              | 59.457316, 16.602319 | 10037100200001 | Ladda upp en bild av detta fornminne      |
| Sundby 22:1                 | Gravfält     |              | Sundby, Södermanland |              | 59.428224, 16.583288 | 10037100220001 | Ladda upp en bild av detta fornminne      |
| Sundby 24:1                 | Stensättning |              | Sundby, Södermanland |              | 59.424164, 16.595028 | 10037100240001 | Ladda upp en bild av detta fornminne      |
| Sundby 25:1                 | Gravfält     |              | Sundby, Södermanland |              | 59.432982, 16.590204 | 10037100250001 | Ladda upp en bild av detta fornminne      |
| Sundby 27:1                 | Gravfält     |              | Sundby, Södermanland |              | 59.433727, 16.601593 | 10037100270001 | Ladda upp en bild av detta fornminne      |
| Sundby 30:1                 | Hög          |              | Sundby, Södermanland |              | 59.435458, 16.633879 | 10037100300001 | Ladda upp en bild av detta fornminne      |
| Sundby 32:1                 | Gravfält     |              | Sundby, Södermanland |              | 59.437903, 16.587921 | 10037100320001 | Ladda upp en bild av detta fornminne      |
| Sundby 39:1                 | Stensättning |              | Sundby, Södermanland |              | 59.426094, 16.599472 | 10037100390001 | Ladda upp en bild av detta fornminne      |
| Sundby 40:1                 | Hög          |              | Sundby, Södermanland |              | 59.431710, 16.628941 | 10037100400001 | Ladda upp en bild av detta fornminne      |
| Sundby 40:2                 | Stensättning |              | Sundby, Södermanland |              | 59.431557, 16.629008 | 10037100400002 | Ladda upp en bild av detta fornminne      |
| Sundby 40:3                 | Stensättning |              | Sundby, Södermanland |              | 59.431468, 16.629024 | 10037100400003 | Ladda upp en bild av detta fornminne      |